# August Zinkeisen
Conrad August Zinkeisen (* 22. Mai 1856 in Fechenheim, Landkreis Hanau, Kurfürstentum Hessen; † 1912 in Düsseldorf) war ein deutscher Genremaler und Illustrator der Düsseldorfer Schule.

## Leben

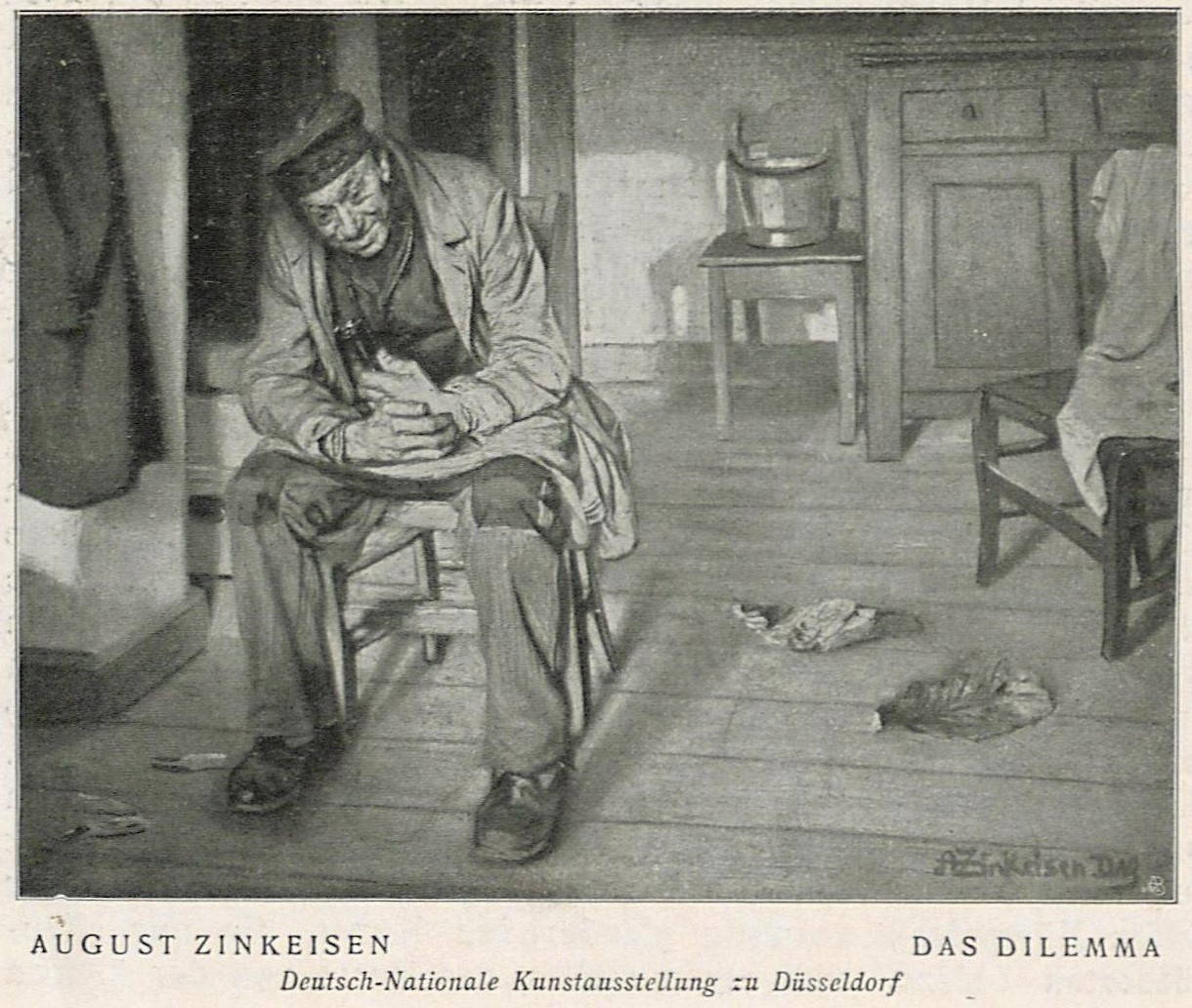
Das Dilemma, Schwarz-Weiß-Abbildung in der Zeitschrift Die Kunst für Alle, 1902

August Zinkeisen stammte aus einem evangelischen Elternhaus in Fechenheim bei Frankfurt am Main. Im Alter von 26 Jahren begann er 1881 ein Studium der Malerei an der Kunstakademie Düsseldorf, das er wegen finanzieller Probleme mehrmals unterbrechen musste. Jedoch gelang es ihm, bis 1894 eine sehr umfassende akademische Ausbildung als Figuren- und Genremaler zu erlangen. An der Düsseldorfer Akademie waren Hugo Crola, Peter Janssen der Ältere, Adolf Schill, Julius Roeting und vor allem Eduard von Gebhardt seine Lehrer.
Zinkeisen arbeitete eine Weile in Köln, wo er privaten Malunterricht gab. Dort war Hilla von Rebay, die spätere Malerin und Gründungsdirektorin der Solomon R. Guggenheim Foundation, seine Schülerin. Am 24. April 1899 heiratete er in Köln die Pianistin Anna Haasters, die als Künstlerin fortan unter dem Namen Anna Haasters-Zinkeisen auftrat. Später ließ er sich mit seiner Frau in Düsseldorf nieder.
Zinkeisen leistete einen Beitrag zur Erneuerung des Genrebildes, „indem er zu einem präzisen, detailtreuen Realismus überging und sich Themen aus dem niederen Volk zuwandte.“ Einen Namen machte er sich auch als „Märchenmaler“ und Illustrator von Märchenbüchern.